# Đường phố Nghị viện

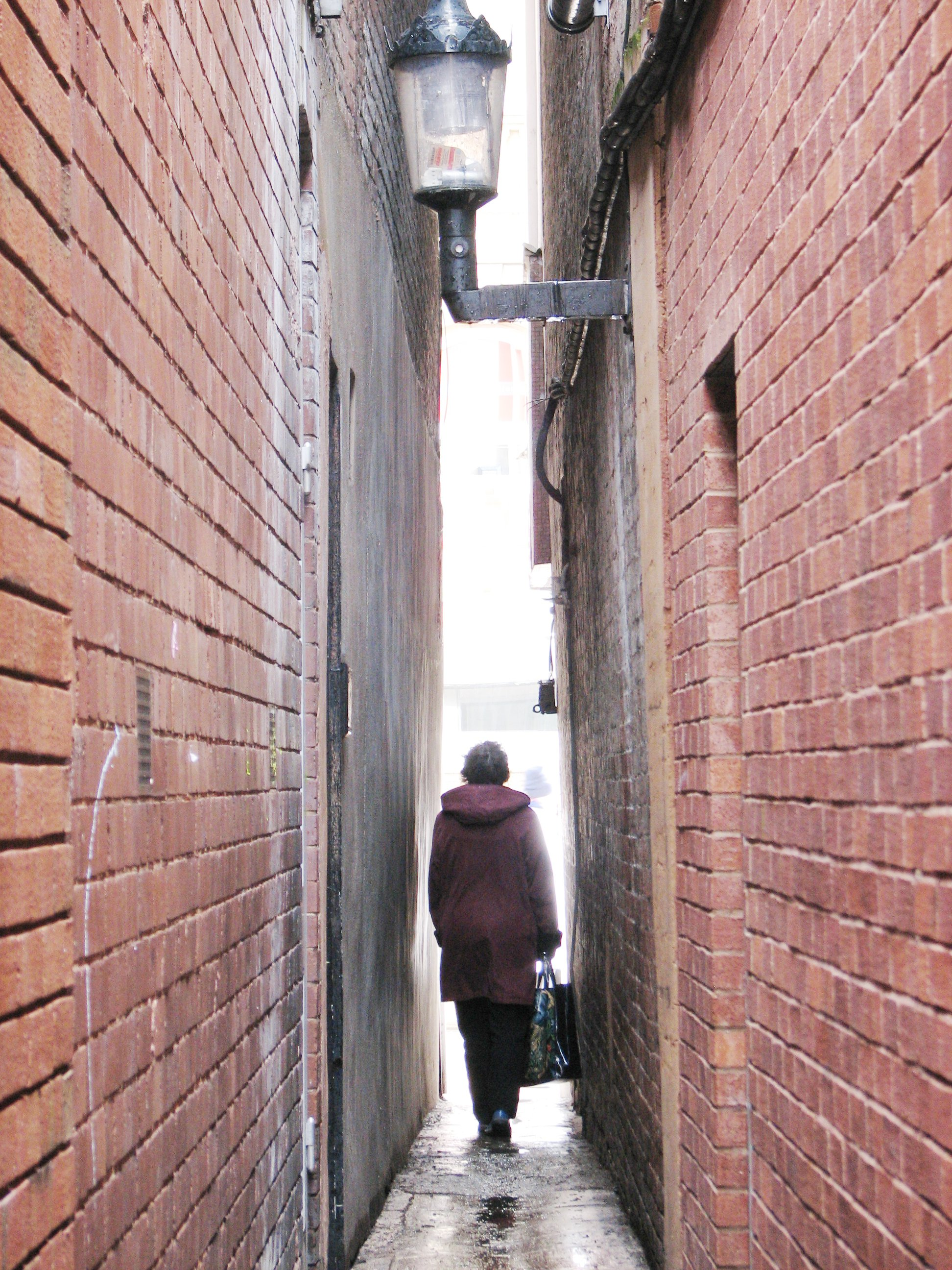
Hai người không thể dễ dàng đi qua đường phố Nghị viện

Đường phố Nghị viện (tiếng Anh: Parliament Street) là một đường phố dài 50 mét (160 ft)ở thành phố Exeter, Devon, Anh. Đường phố này nối đường phố High  (High Street) với đường phố Waterbeer (Waterbeer Street) và có từ thế kỷ thứ 14. Với chiều rộng khoảng 0,64 m ở chỗ hẹp nhất và khoảng 1,22 m ở chỗ rộng nhất, đường phố này – theo vài nguồn tin – là đường phố hẹp nhất thế giới, mặc dù đường phố Spreuerhofstraße ở Reutlingen, Đức cũng được cho là đường phố hẹp nhất thế giới.
Đường phố này trước kia được gọi là  Small Lane và được đặt tên lại do Hội đồng thành phố chế nhạo Nghị viện khi thông qua đạo Luật cải cách năm 1832 (Reform Bill 1832). Năm 1836 các cư dân ở đường phố Waterbeer đã quyên góp 130 bảng Anh nhằm giúp mở rộng đường phố Nghị viện, nhưng việc mở rộng không được thực hiện.